# Oristán
Oristán (en italiano: Oristano; en sardo: Aristanis) es una ciudad de Italia situada en la isla de Cerdeña, capital de la provincia homónima.
El nombre proviene del latín Aurum Stanis que quiere decir 'Estanque de Oro'. Ello se debe a la cercanía al estanque de Santa Giusta, zona apta para la pesca, al sur de la ciudad. Uno de los productos más conocidos de la zona es la bottarga di muggine, el "oro de Oristán". Este producto, único en Italia, es constituido por huevas de mujol, puede alcanzar un precio alto y es bastante difícil de encontrar fuera de la isla. Oristán se encuentra en el área septentrional de la llanura del Campidano, al borde del golfo de Oristán.

## Toponimia
La localidad en español ha recibido el nombre de Oristán. En italiano el topónimo es Oristano, en sardo Aristanis y en catalán Oristany.

## Evolución demográfica
| Gráfica de evolución demográfica de Oristán entre 1861 y 2001 |
|                                                               |
| Fuente ISTAT - elaboración gráfica de Wikipedia               |

## Historia
Oristán tiene una rica historia ligada al Giudicato d'Arborea y a la figura de Eleonora d'Arborea, famosa porque promulgó la Carta de Logu, muestra de las primeras constituciones democráticas.

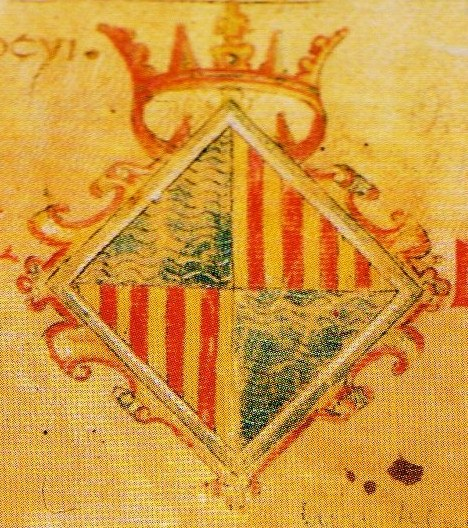
Escudo de Oristán en época española.

Ya los Reyes Católicos poseían el título de marqueses de Oristán y de Gocíano. Debido al cruce de herencias dinásticas, el rey Felipe VI de España ostenta en la actualidad el título de marqués de Oristán.

## Lugares de interés
- La Torre di San Cristoforo (Torre de San Cristóbal), erigida en 1291, es la parte más visible de las murallas de la época del Giudicato (fue una de las principales puertas).
- El duomo o catedral de Santa María (1130) fue reconstruido durante el reinado de Mariano II después de haber sido destruido durante un asedio. De la estructura original sólo quedan partes del ábside y la base del campanario, así como la Capilla del Rimedio, gótica, que alberga algunas esculturas medievales. En el patio pueden verse partes de un edificio bizantino más antiguo. A la reforma del siglo XVII se debe la capilla del Archivietto («Capilla del pequeño archivo»). El actual estilo neobarroco se debe en gran medida a la restauración del siglo XIX. Se supone que la catedral se usó como sepultura de los juches, jueces y sus familias, pero las posteriores dominaciones han eliminado toda traza de ellos.
- La iglesia franciscana de Santa Chiara (consagrada en 1428), es un edificio en estilo francogótico con una sola nave y un ábside cuadrangular.

## Ciudades hermanadas
- Ciudadela de Menorca (España, desde 1991).
- Garden City (Estados Unidos).